# Gare d'Awa
La gare d'Awa (安和駅, Awa-eki) est une gare ferroviaire située à Susaki, dans la préfecture de Kōchi au Japon. Elle est exploitée par la compagnie JR Shikoku.

## Situation ferroviaire
Gare de passage, la gare d'Awa est située au point kilométrique (PK) 173,6 de la ligne Dosan.

## Histoire
La gare d’Awa a été inaugurée le 15 novembre 1939 et privatisée par la compagnie ferroviaire JR Shikoku le 1er avril 1987.

## Service des voyageurs

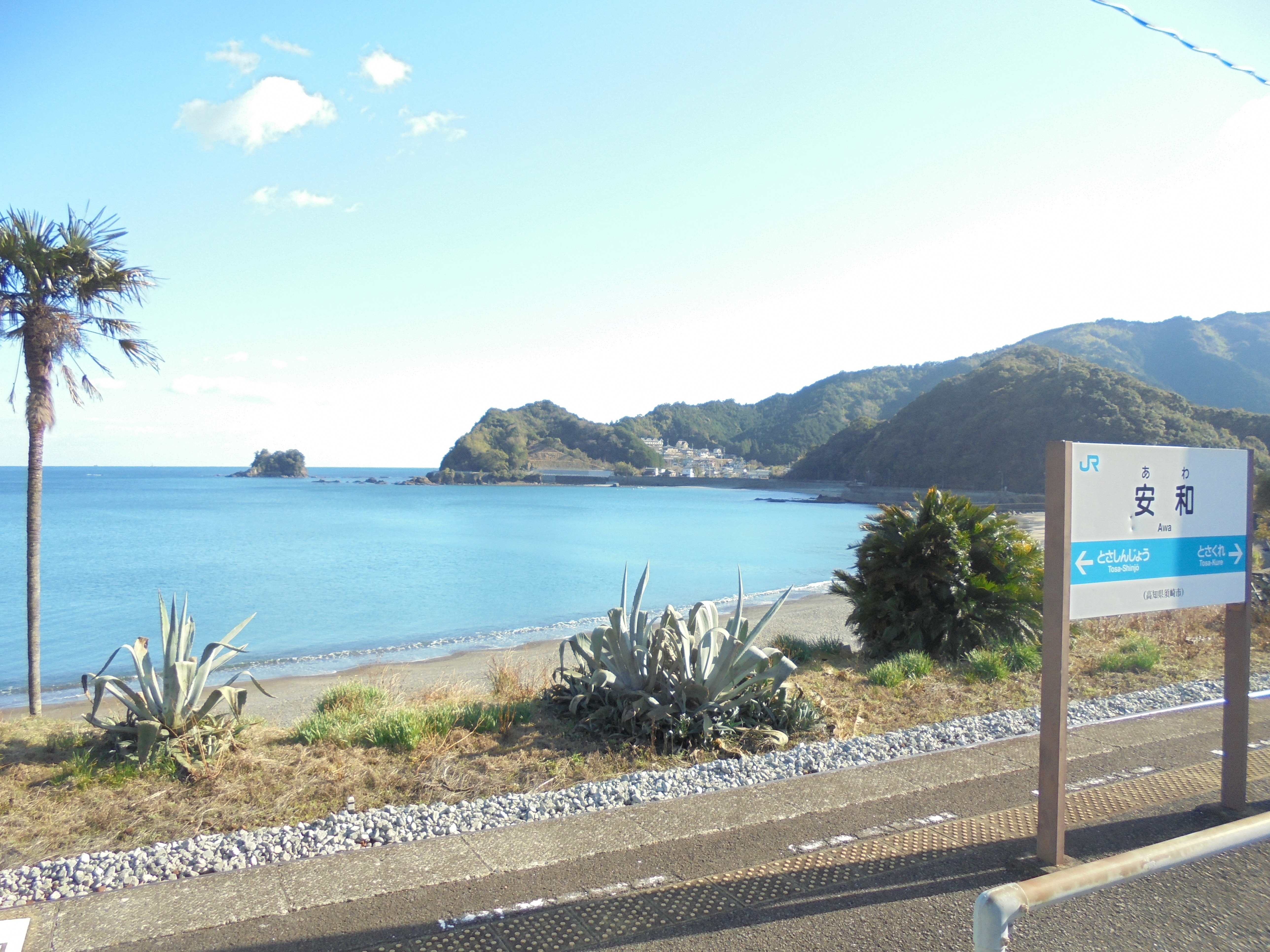
Vue depuis la gare d'Awa

### Accueil
La gare d’Awa est proche du bord de mer d’Awa et offre une vue splendide sur l'océan Pacifique. 

### Desserte
Par jour, 6 trains s’arrêtent pour aller dans la direction de Kubokawa et 6 autres s’arrêtent pour aller dans la direction de Kōchi.